# Wright Gemini 2

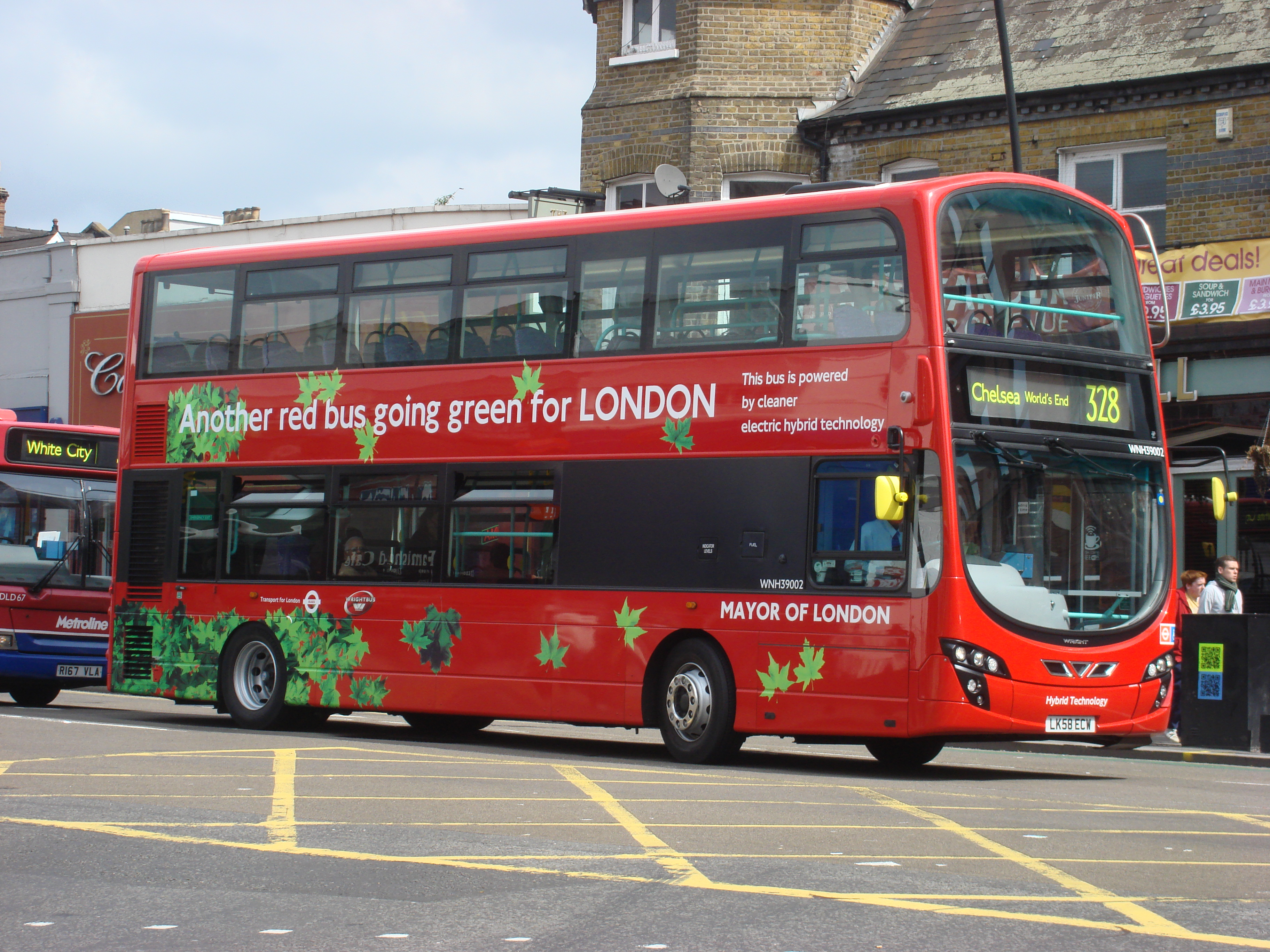
Wright Gemini HEV 2

Wright Gemini 2 — двухэтажный автобус, выпускаемый производителем автобусов из Северной Ирландии Wrightbus с 2009 по 2013 год.

## История
Впервые автобус Wright Gemini 2 был представлен в 2007 году. За его основу было взято шасси VDL DB300. В ноябре 2008 года был представлен гибридный автобус Gemini 2 HEV.

### Gemini 2 DL
Автобус Wright Gemini 2 DL оснащён дизельным двигателем внутреннего сгорания Cummins ISBe и трансмиссиями Voith и ZF Friedrichshafen AG. Всего было произведено 462 экземпляра.

### Gemini 2 HEV
Этот автобус оснащён гибридной системой Siemens и дизельным двигателем внутреннего сгорания Ford Puma. Всего было произведено 10 экземпляров.